# Borommaracha I
Borommaracha I, (nome esteso in lingua thai: สมเด็จพระบรมราชาธิราชที่ ๑, trascrizione RTGS: Somdet Phra Borommaratchathirat Thi Nueng), conosciuto anche come Borommarachathirat I e Khun Luang Pha-Ngua (ขุนหลวงพะงั่ว) (1307? – Ayutthaya, 1388), è stato il terzo sovrano del Regno di Ayutthaya, fondato nel 1350 dal cognato Ramathibodi I nell'odierna Thailandia.
È considerato uno dei più grandi re del Paese; si distinse come condottiero passando alla storia per aver espugnato Angkor, la capitale dell'Impero Khmer, quando era generale agli ordini di Ramathibodi, e soprattutto per aver costretto al vassallaggio il Regno di Sukhothai, dopo essere divenuto re, imponendo Ayutthaya come capitale e guida del popolo siamese.

## Biografia
Era il quinto figlio del re di Uthong, la città-Stato identificata come la capitale del Regno di Suphannaphum, nei pressi dell'odierna Suphanburi, e fu chiamato Pha Ngua, forma arcaica del termine ngoa che significa cinque. È stato ipotizzato che la madre fosse una sposa minore del sovrano, alla morte del quale il trono passò nel 1347 a Ramathibodi, che aveva sposato la figlia del re e della regina consorte.

### Governatore di Uthong
Ramathibodi sposò anche la figlia del sovrano del Regno di Lavo, l'odierna Lopburi, una mueang che rientrava nella sfera d'influenza khmer e controllava la parte meridionale della valle del fiume Chao Phraya. Dopo aver unificato le corone di Suphannaphum e di Lavo, nel 1350 Ramathibodi fondò la città di Ayutthaya ed il regno omonimo, assegnando il governatorato di Uthong al cognato Khun Luang Pha Ngua con il titolo di Borommaracha Chao, e quello di Lavo al figlio Ramesuan.

### Conquista di Angkor
La campagna più significativa del regno di Ramathibodi fu quella contro l'Impero Khmer, che da secoli dominava l'Indocina e che negli ultimi decenni era entrato in una fase di declino. I sovrani khmer avevano perso il carisma che li aveva caratterizzati nel periodo di massimo splendore, gli ultimi re erano usurpatori ed i piani di espansionismo avevano lasciato il posto a sanguinose guerre fratricide. Alla periferia dell'impero, da oltre un secolo nuovi Stati si erano emancipati, primi fra tutti i regni tai di Sukhothai, di Lanna e della stessa Ayutthaya. Grandi cambiamenti erano avvenuti anche sotto il profilo culturale, la religione di Stato era diventato il Buddhismo Theravada ed erano stati abbandonati i maestosi progetti edilizi che avevano dato luogo ai capolavori dell'architettura khmer nei secoli precedenti.
Ramathibodi approfittò di tale indebolimento ed affidò nel 1352 un esercito al figlio Ramesuan che marciò su Angkor. L'incompetenza del giovane principe fu fatale a questa prima spedizione. L'avanguardia, composta da 5.000 uomini, fu sgominata ed il resto dell'esercito fu respinto. Informato dell'accaduto, Ramathibodi spedì a supporto una seconda armata, guidata da Borommaracha Chao. I rinforzi spianarono le difese e l'esercito compatto pose sotto assedio Angkor, che resistette un anno prima di capitolare. Alcune fonti sostengono che la presa di Angkor sia avvenuta nel 1353, mentre secondo altre ebbe luogo nel 1369.. La capitale fu depredata degli immensi tesori che custodiva e fu deportata in schiavitù buona parte della popolazione, tra cui burocrati, artigiani e bramini che avrebbero esercitato influenza nella società siamese.
Le insegne regali khmer furono poste in salvo dal principe Soriyotei e da un gruppo di aristocratici che fuggirono nell'odierno Laos, da dove organizzarono la resistenza ai siamesi. Nel 1354, i principati laotiani vassalli dei khmer sarebbero stati unificati da Fa Ngum, che divenne così il fondatore del Regno Lan Xang, il primo grande Stato del popolo lao. Era stato finanziato ed equipaggiato nell'impresa dal sovrano khmer Lampong Reachea, che siglò in tal modo un'alleanza con i laotiani in funzione anti-siamese. Soriyotei tornò ad Angkor nel 1357, al comando di un esercito organizzato con l'aiuto di re Fa Ngum, si riprese il trono cacciando i siamesi, il cui viceré Chao Kambang-Pisey venne dato per disperso.

### Ascesa al trono
Alla morte di Ramathibodi, nel 1369, Ramesuan ereditò un potente Stato che i nuovi sovrani cinesi della dinastia Ming (1368-1644) scelsero come principale interlucotore per il sudest asiatico, preferendolo al declinante Regno di Sukhothai. Ramesuan fu deposto dopo un solo anno, il passaggio dei poteri fu dovuto all'insoddisfazione della corte, già scettica sulle sue capacità dopo la disfatta di Angkor, per il modo in cui il nuovo re aveva gestito gli affari di Stato. Secondo alcune fonti la destituzione avvenne in maniera incruenta e Ramesuan riprese il suo posto di governatore a Lavo. Secondo altre fonti, che descrivevano Ramesuan come un sanguinario, crudele e uomo di poca saggezza, la destituzione avvenne dopo tre anni di regno e al termine di una dura lotta che stava per degenerare in una guerra civile.
Salì così al trono nel 1370 Khun Luang Pha Ngua, che prese il nome regale Borommaracha I. Una delle sue prime iniziative fu quella di consolidare l'amicizia con l'Impero Cinese inviando ambasciatori a Nanchino, scelta come nuova capitale da Hongwu, primo imperatore della dinastia Ming (1368-1644). I buoni rapporti tra Ayutthaya e Nanchino furono periodicamente ravvivati durante il regno di Borommaracha con l'invio di diverse delegazioni siamesi alla corte cinese.

### Conquista di Sukhothai
Oltre che per espandere il proprio Stato, tra i motivi che spinsero Borommaracha ad attaccare Sukhothai vi fu la continua fuga di schiavi di Ayutthaya nel vicino regno. Il sovrano approfittò del declino di Sukhothai, il cui territorio fu invaso una prima volta nel 1371. Il secondo attacco ebbe luogo l'anno successivo, e in entrambe le occasioni Ayutthaya si annetté diverse municipalità. Il terzo attacco fu portato nel 1373 contro Kamphaeng Phet, la roccaforte occidentale di Sukhothai. Il locale governatore morì nell'assedio ma la città seppe resistere. Nel corso della successiva invasione del 1375, Ayutthaya riuscì ad espugnare Phitsanulok, considerata la seconda capitale del regno nemico, e buona parte della popolazione fu deportata in schiavitù. Nel 1376 fu lanciato un nuovo attacco a Kamphaeng Phet, che ricevette rinforzi dagli alleati del Regno Lanna. Gli assediati subirono pesanti perdite ma riuscirono nuovamente a respingere l'armata di Ayutthaya.
L'assalto decisivo fu quello del 1378 contro Kamphaeng Phet, la cui difesa fu guidata dal re di Sukhothai Luethai in persona. Il sovrano riconobbe la superiorità del nemico e consegnò la città, sottomettendosi a Borommaracha. L'evento pose fine all'indipendenza del regno a 140 anni dalla sua fondazione; la sua parte occidentale, comprendente Kamphaeng Phet, fu annessa ad Ayutthaya, Luethai poté continuare a regnare sui restanti territori in qualità di vassallo e trasferì la capitale a Phitsanulok. Nei decenni che seguirono vi furono diverse ribellioni di Sukhothai, che sarebbe stato ufficialmente annessa ad Ayutthaya nel 1438.

### Campagna contro Lanna
Nell'ultimo anno di regno, Borommaracha rivolse le sue mire sul Regno Lanna, storico alleato di Sukhothai. Il casus belli fu l'aiuto del re di Ayutthaya richiesto dal principe Phrom, governatore di Chiang Rai, che aveva inutilmente tentato di detronizzare il quattordicenne nipote Saenmueangma. Borommaracha aderì alla richiesta ed inviò un esercito contro la capitale lanna di Chiang Mai, le cui numerose truppe ingaggiarono battaglia nella vicina Sen Sanuk. Lo scontro vide la sconfitta dell'armata di Ayutthaya, costretta a ritirarsi.
Subito dopo, il principe Phrom si riappacificò con il nipote e gli diede in dono la sacra statua del Phra Singh, che aveva ottenuto con la forza dal governatore di Kamphaeng Phet. Informato del furto, Borommaracha si recò di persona con le sue truppe per riottenere la statua, ma si ammalò lungo il viaggio e morì sulla via del ritorno nel 1388.

## Successione
Alla morte di Borommaracha salì al trono il figlio di questi, il quindicenne Thong Lan. Dopo una sola settimana di regno, il giovane sovrano fu deposto e fatto giustiziare da Ramesuan, il figlio di Ramathibodi che era stato costretto ad abdicare dallo stesso Borommaracha.